# Athyrium flabellulatum
Athyrium flabellulatum är en majbräkenväxtart som först beskrevs av C. B. Cl., och fick sitt nu gällande namn av Tard.-blot. Athyrium flabellulatum ingår i släktet Athyrium och familjen Athyriaceae. Inga underarter finns listade.